# Kloster Neustadt am Kulm
Das Kloster Neustadt am Kulm war ein Kloster der Karmeliten in Neustadt am Kulm in Bayern in der Diözese Regensburg.

## Geschichte
Das St. Erhard geweihte Kloster wurde 1413 von Burggraf Johann III. von Nürnberg gegründet und an der südlichen Stadtmauer von Neustadt am Kulm errichtet. Papst Johannes XXII. erteilte die Erlaubnis zur Klostergründung, die noch im selben Jahr mit einer Erstausstattung an Besitzungen vollzogen wurde. Die zugehörige Klosterkirche wurde 1416 erbaut. Außerdem wurde ein Verwaltungsgebäude errichtet. Im Zuge der Reformation wurde Neustadt am Kulm evangelisch-lutherisch, wodurch die Zeit der Karmeliten in Neustadt endete. Die Klostergebäude brannten 1531 ab. Das ehemalige Konventgebäude und die Kirche wurden im Jahr 1633 von Bränden heimgesucht. In der ehemaligen Klosterkirche wurde Anfang des 18. Jahrhunderts die protestantische Stadtpfarrkirche unter Beibehaltung der spätgotischen Teile eingerichtet.
→ Geschichte der Stadt Neustadt am Kulm.